# Murphy's I.O.U.
Murphy's I.O.U. è un cortometraggio muto del 1913 diretto da Mack Sennett.